# 尚達坡站
尚達坡站（法語：Station Jean-Drapeau）位於加拿大魁北克省蒙特利爾市的聖海倫島，是聖海倫島的唯一車站。

## 外部連結
- （法文）（英文）蒙特利爾交通局：尚達坡站 （页面存档备份，存于）（英文） （页面存档备份，存于）
- （法文）（英文）：尚達坡站 （页面存档备份，存于）（英文） （页面存档备份，存于），含有尚達坡站的資訊、歷史、車站結構與藝術品資料。